# Famille Széchényi
Széchényi de Sárvár-felsővidék ([ˈseːʧeːɲi] ; Sárvár-felsővidéki Széchényi en hongrois) est le patronyme d'une ancienne et importante famille de la noblesse hongroise dont les membres ont joué, en particulier au XIXe siècle, un rôle important dans le développement culturel, économique et technique de la Hongrie.

## Histoire
Elle est originaire du comitat de Nógrád et tire son nom de la ville de Szécsény. Le premier membre éminent de cette famille est György Széchényi (1592–1695) (hu), archevêque d'Esztergom et Primat de Hongrie. Le titre de comte est décerné par Léopold Ier du Saint-Empire en 1697 en faveur de  György II Széchényi, neveu du Primat et arrière grand-père de Ferenc.

## Membres remarquables
- Pál Szechenyi (1645–1710), archevêque de Kalocsa, főispán de Bács
- comte Ferenc Széchényi (1754–1820), haut fonctionnaire, à l'origine du Musée national hongrois.
- comte István Széchenyi (1791–1860), « le plus grand Hongrois », homme politique. Fils du précédent.
- comte Béla Széchenyi (1837–1909), explorateur hongrois, académicien.
- comte Pál Széchenyi (1838–1901), homme politique, ministre.
- comte Ödön Széchenyi (1839–1922), pacha de l'Empire ottoman.
- comte Manó Széchényi (1858–1926), ministre de la personne du Roi, diplomate, conseiller privé, chambellan impérial et royal.
- comte Dénes Széchényi (1866–1934), diplomate, représentant de l'Autriche-Hongrie au Danemark et en Norvège (1908–1917).

## Alliances
Les principales alliances de la famille Széchényi sont : Festetics de Tolna (1777), von Wurmbrand-Stuppach (1824), Sztáray-Szirmay (1865), de Windisch-Graetz (1907), Vanderbilt (1908), Kinský von Wchinitz und Tettau (1918), Esterházy von Galántha, von und zu Eltz genannt Faust von Stromberg (1946), von Schönburg-Glauchau (1957), de Cossé-Brissac (1993), etc.

## Sources
- Bártfai Szabó László : Gróf Széchenyi István és kortársai, Budapest, 1926